# Дубово-сосновий ліс-3 (заповідне урочище)
Дубово-сосновий ліс-3 — заповідне урочище місцевого значення. Об'єкт розташований на території Луцької міської громади Луцького району Волинської області, на північний захід від с. Дачне.
Площа — 100,9 га, статус отриманий у 1995 році відповідно до розпорядження Волинської обласної державної адміністрації № 213 від 12.12.1995 р. Перебуває у віданні ДП «Волинський військовий лісгосп», Луцьке лісництво, кв. 26, вид. 6, 7, кв. 27, вид. 1, кв. 39, вид. 1, 3-8, 11, кв. 40, вид. 1, 4, кв. 41, вид. 4, кв. 47, вид. 1, 4, 7, 8, кв. 48, вид. 1.
Статус надано з метою охорони та збереження високобонітетного природного лісового масиву (1 А) сосни звичайної Pinus sylvestris із домішкою дуба звичайного Quercus robur, віком близько 80 років. В урочищі мешкає понад 40 видів птахів, переважно горобцеподібних.

## Галерея

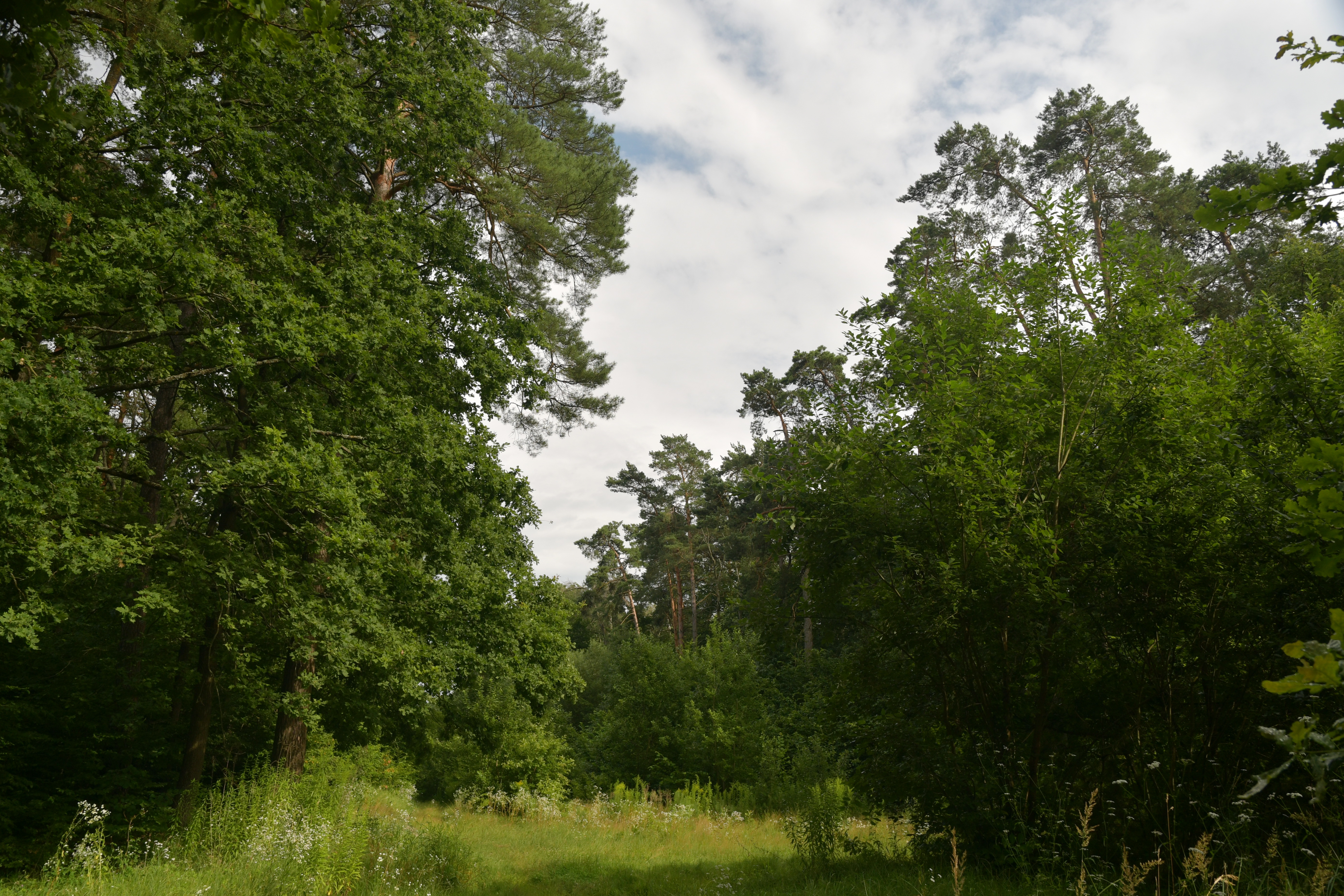
Вигляд з дороги
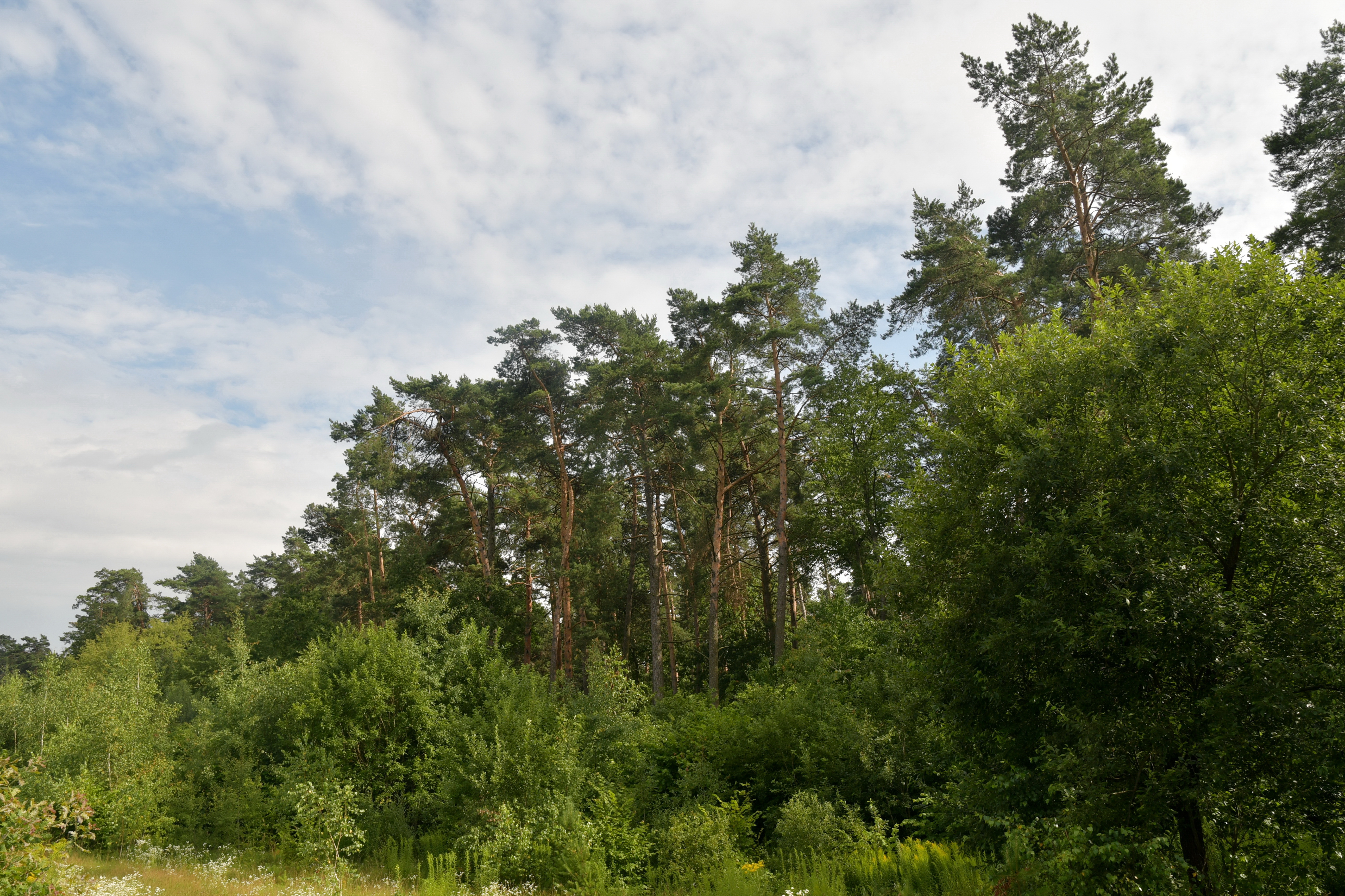
Загальний вигляд зі сходу
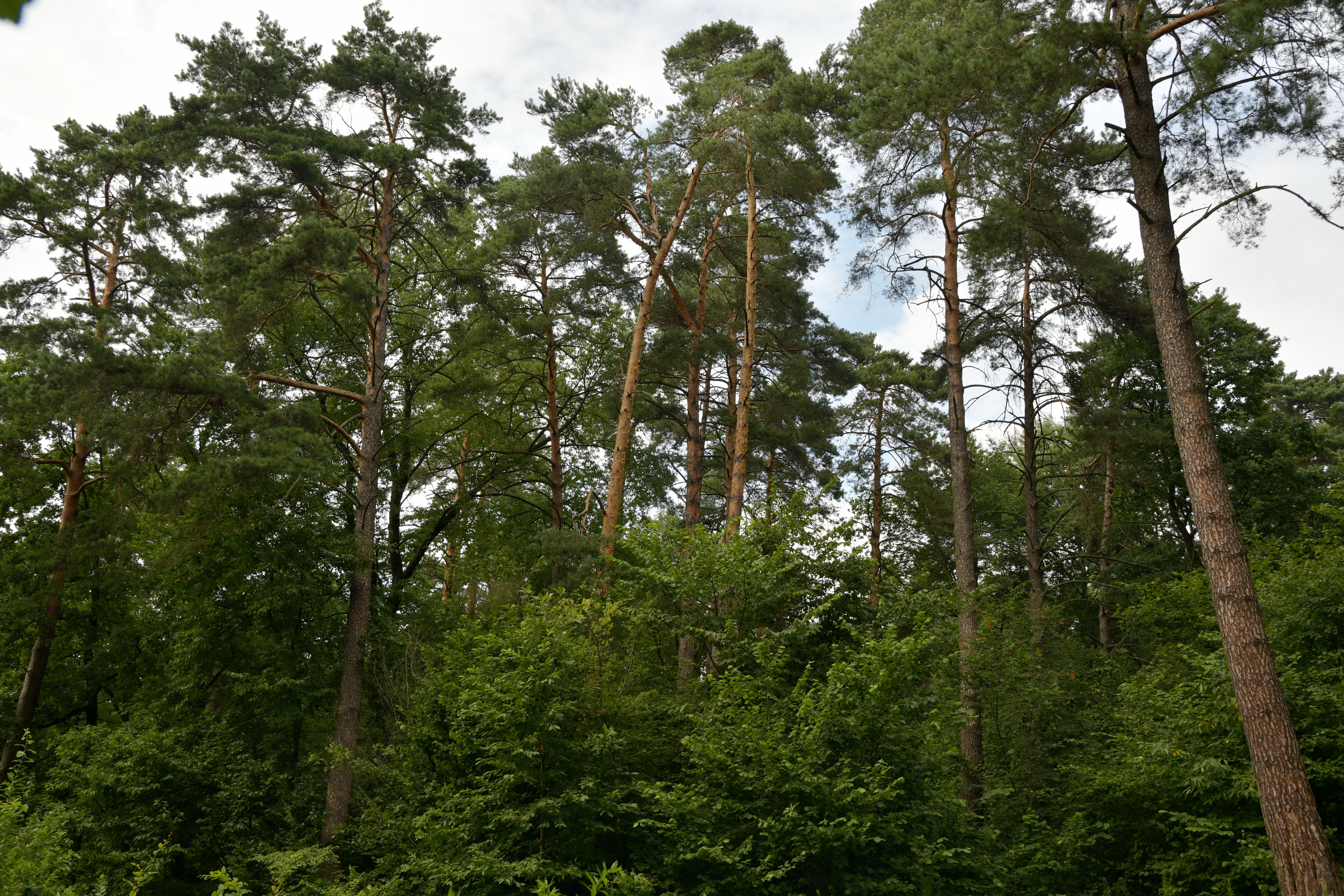
Вигляд з дороги
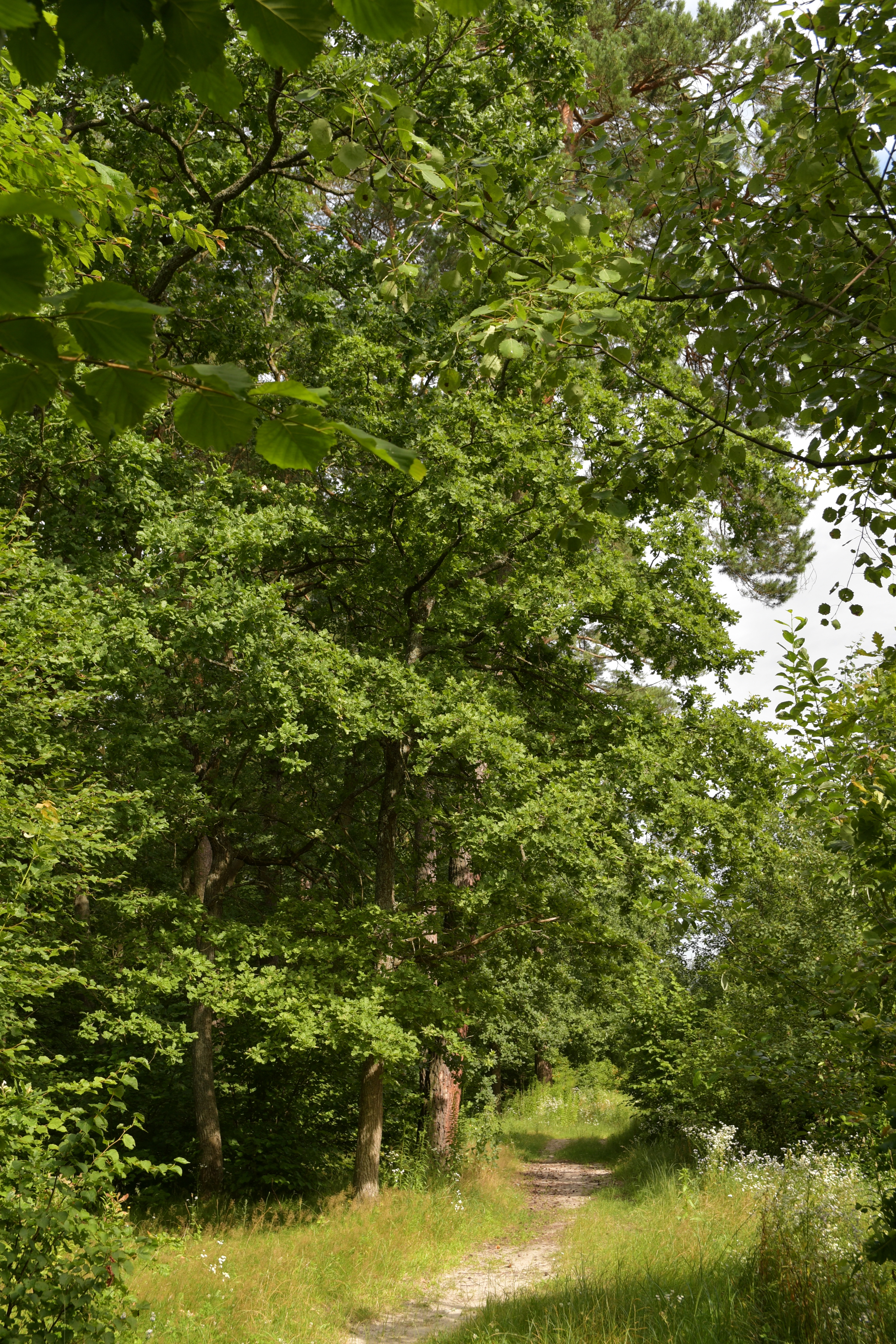
Сосна звичайна і Дуб звичайний
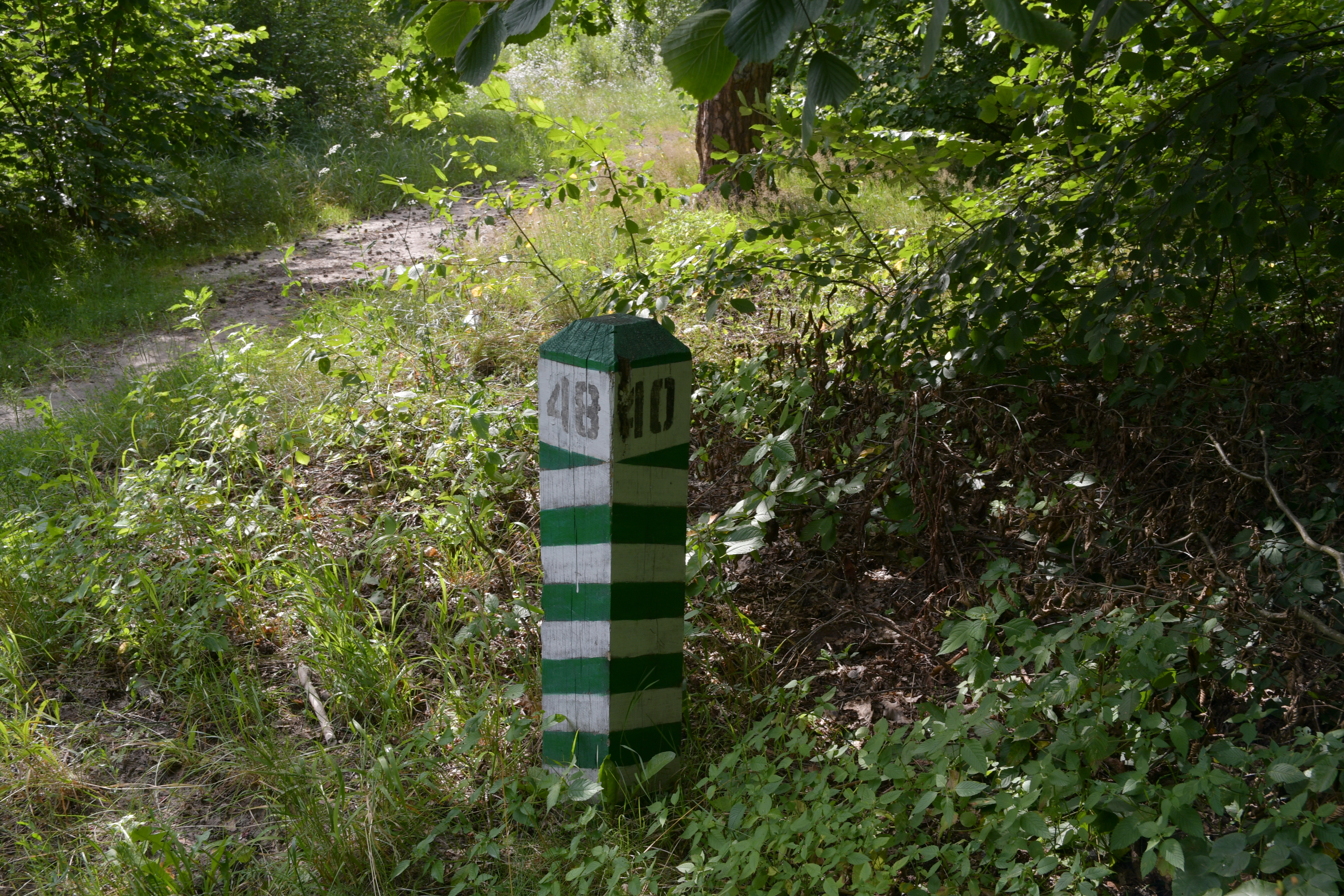
Квартальний знак №40-48